# Весёлый (Горьковский район)
Весёлый — посёлок в Горьковском районе Омской области России. Входит в состав Астыровского сельского поселения.

## География
Посёлок находится на востоке центральной части Омской области, в пределах Барабинской низменности, на расстоянии примерно 8 километров (по прямой) к юго-востоку от посёлка городского типа Горьковское, административного центра района. Абсолютная высота — 109 метров над уровнем моря.

## Население
| 2002 | 2010 | 2021 |
| ---- | ---- | ---- |
| 158  | ↘130 | ↗212 |

Гендерный состав
По данным Всероссийской переписи населения 2010 года в гендерной структуре населения мужчины сост  Посёлок Весёлый в Горьковском районе Омской области был основан в 1947 году. Посёлок Весёлый в Горьковском районе Омской области был основан в 1947 году. авляли 46,9 %, женщины — соответственно 53,1 %.
Национальный состав
Согласно результатам переписи 2002 года, в национальной структуре населения русские составляли 88 %.

## Инфраструктура
В посёлке функционирует фельдшерско-акушерский пункт (филиал БУЗОО «Горьковская центральная районная больница»).

## Улицы
Уличная сеть посёлка состоит из трёх улиц.